# ポール・サミュエル＝スミス
ポール・サミュエル＝スミス（Paul Samwell-Smith、1943年5月8日 - ）は、イングランドのロック・ミュージシャン、音楽プロデューサー。ヤードバーズのオリジナル・メンバーで、ベースを担当した。

## 経歴
サリー州リッチモンド出身。
ヤードバーズでは、そのほとんどの曲のプロデュースを担当し、ヒット曲も出した。しかし他のメンバーに真剣さが感じられないと不満を持ったことと、ツアーの長時間移動にストレスを溜めたことが原因で、1966年5月に脱退した。
脱退後はプロデューサーとして活動し、キャット・スティーヴンスの一連の作品で大きな成功を収めた。その他、ジェスロ・タル、カーリー・サイモン、元ヤードバーズのキース・レルフとジム・マッカーティが結成したルネッサンスとイリュージョン、マレー・ヘッド、クリス・デ・バー、ビヴァリー・クレイヴェン、クレア・ハミルなどの作品をプロデュースした。また、アイランド・レコードでアメイジング・ブロンデルのファースト及びセカンド・アルバムを、マーキュリー・レコードでオール・アバウト・イヴの2枚のアルバムをプロデュースした。その他にはポール・サイモンの「アメリカの歌 (American Tune)」をサイモンと共同プロデュースした。
1971年の映画『ハロルドとモード 少年は虹を渡る』で、作曲を担当したキャット・スティーヴンスと共に音楽プロデュースを担当した。
1985年、ヤードバーズのオリジナル・メンバーが結成したボックス・オブ・フロッグスで、久し振りにベースを演奏した。
1990年には映画『ハリウッドにくちづけ』の音楽録音および録音監督を担当した。
1992年、ヤードバーズがロックの殿堂入りを果たした。サミュエル＝スミスは受賞者の一人として、レルフの未亡人と遺児、マッカーティ、クリス・ドレヤ、ジェフ・ベック、ジミー・ペイジと共に授賞式に出席した。